# مصباح تومسون

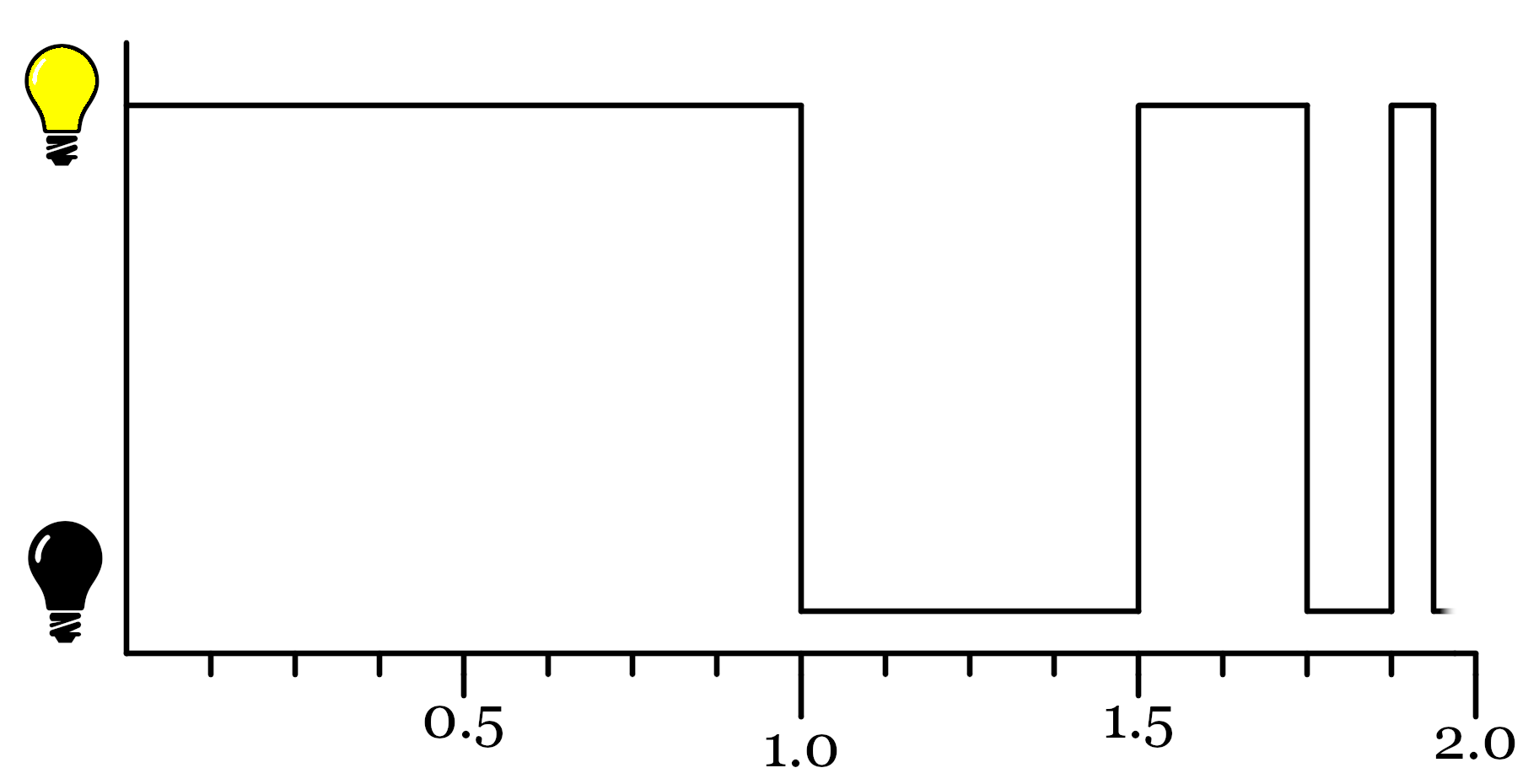
تتعلق التجربة الفكرية بمصباح يتم تشغيله وإيقافه بتردد متزايد.

مصباح تومسون هو لغز فلسفي يعتمد على اللانهائيات. ابتكره الفيلسوف البريطاني جيمس ف. تومسون في عام 1954، واستخدمه لتحليل إمكانية وجود مهمة عظمى، وهي إكمال عدد لا نهائي من المهام.
خذ بعين الاعتبار مصباحًا به مفتاح تبديل. يؤدي تحريك المفتاح مرة واحدة إلى تشغيل المصباح. نقرة أخرى تطفئ المصباح. لنفترض الآن أن هناك كائنًا قادرًا على القيام بالمهمة التالية: بدء تشغيل المؤقت، وتشغيل المصباح. في نهاية الدقيقة الأولى، يقوم بإطفائه. وفي نهاية نصف دقيقة أخرى، يقوم بتشغيله مرة أخرى. وفي نهاية ربع دقيقة أخرى، يقوم بإطفائه، ويستمر على هذا النحو، ويحرك المفتاح في كل مرة بعد انتظار نصف الوقت الذي انتظره بالضبط قبل تحريكه سابقًا.  مجموع هذه السلسلة اللانهائية من الفترات الزمنية هو دقيقتان بالضبط. 
ثم يتم النظر في السؤال التالي: هل المصباح مضاء أم مطفأ بعد دقيقتين؟  استنتج تومسون أن هذه المهمة الفائقة تخلق تناقضًا:
يبدو من المستحيل الإجابة على هذا السؤال. لا يُمكن تشغيله، لأنني لم أشغله قط دون إطفائه فورًا. لا يُمكن إطفاؤه، لأنني شغّلته أولًا، وبعد ذلك لم أطفئه دون إشعاله فورًا. لكن يجب أن يكون المصباح إما مضاءً أو مطفأً. هذا تناقض.

## تشبيه المتسلسلات الرياضية
السؤال يتعلق بسلوك سلسلة غراندي، أي السلسلة اللانهائية المتباعدة
- س = 1 − 1 + 1 − 1 + 1 − 1 + · · ·

بالنسبة للقيم الزوجية لـ n، مجموع المتسلسلة المنتهية أعلاه يساوي 1؛ وبالنسبة للقيم الفردية، مجموعها يساوي 0. بعبارة أخرى، بما أن n يأخذ قيم كل من الأعداد الصحيحة غير السلبية 0، 1، 2، 3، ... في المقابل، تولد السلسلة المتتالية {1، 0، 1، 0، ...}، الذي يمثل الحالة المتغيرة للمصباح.  لا يتقارب التسلسل عندما يتجه n إلى اللانهاية، وبالتالي فإن السلسلة اللانهائية لا تتقارب أيضًا.
هناك طريقة أخرى لتوضيح هذه المشكلة وهي إعادة ترتيب السلسلة:
- س = 1 − (1 − 1 + 1 − 1 + 1 − 1 + · · ·)

السلسلة التي لا تنتهي بين قوسين هي نفسها السلسلة الأصلية س. وهذا يعني أن س = 1 − س ، مما يعني أن س = 0.5. في الواقع، يمكن تبرير هذا التلاعب بشكل صارم: هناك تعريفات معممة لمجموعات السلاسل التي تعين لسلسلة غراندي القيمة 0.5.
أحد أهداف تومسون في بحثه الأصلي عام 1954 هو التمييز بين المهام الفائقة ونظائرها المتسلسلة. يكتب عن المصباح وسلسلة غراندي،
ثم السؤال عما إذا كان المصباح مضاءً أم مطفأً... هو السؤال: ما هو مجموع المتوالية المتباعدة اللانهائية
+1, −1, +1, ...?
يقول علماء الرياضيات إن لهذه المتتالية مجموعًا؛ يقولون إن مجموعها هو 1⁄2. وهذه الإجابة لا تفيدنا، إذ لا نعلق أي معنى هنا على قولنا إن المصباح نصف مضاء. أفهم من هذا أنه لا توجد طريقة ثابتة لتحديد "ما" يُفعل عند إنجاز مهمة فائقة. ... لا يُتوقع منا أن "نستوعب" هذه الفكرة لمجرد أن لدينا فكرة عن إنجاز مهمة أو مهام، ولأننا على دراية بالأعداد غير المحدودة.

وفي وقت لاحق، يزعم أن حتى تباعد السلسلة لا يوفر معلومات حول مهمتها العظمى: "إن استحالة المهمة العظمى لا تعتمد على الإطلاق على ما إذا كانت بعض التسلسلات الحسابية المرتبطة بشكل غامض متقاربة أو متباعدة." 

## ملحوظات
1. 1 2 3  Thomson 1954، صفحة 5.
2. ↑  Thomson 1954، صفحة 9.
3. ↑  Thomson 1954، صفحة 6.
4. ↑  تومسون، ص. 6. وللاطلاع على الرياضيات وتاريخها، يستشهد بكتابي هاردي ووايسمان، اللذين انظرا "تاريخ سلسلة غراندي".
5. ↑  Thomson 1954، صفحة 7.